# 房興耀
房兴耀，中国天主教爱国会主席，中国天主教主教团副主席，中国人民政治协商会议第十二届全国委员会常务委员。

## 个人履历
- 1983—1989年 于中国天主教神哲学院学习
- 1989年12月 晋铎为济南洪家楼天主教堂主教
- 1994年 晋铎为天主教临沂教区助理主教
- 1997年7月27日 晋牧为临沂天主教堂、天主教临沂教区正权主教
- 1998年 于中国天主教第六次代表会议当选中国天主教主教团常委
- 1999年 担任山东省天主教爱国会副主任、教务委员会主任
- 2004年 担任中国天主教第七次代表会议当选中国天主教主教团副主席、 教务委员会主任
- 2007年 担任临沂市天主教爱国会主任
- 2010年12月9日 担任中国天主教第八届代表会议当选中国天主教爱国会主席、主教团副主席
- 2011年8月24日 于中国天主教神哲学院董事会会议当选中国天主教神哲学院董事长
- 2012年2月 代管天主教烟台教区教务、兼任天主教烟台教区宗座署理区宗座署理

## 担任职务
- 第九、十、十一届全国政协委员，第十二届全国政协常委；
- 第七届省政协委员，第八、九、十届省政协常委；
- 第十三、十四届临沂市政协常委
- 全国政协民族和宗教委员会委员
- 中国宗教界和平委员会委员
- “第一位”由中梵共同认同的主教
- 中国天主教爱国会主席

为促进中华人民共和国与梵蒂冈城国之间建立正式的外交关系创造积极条件和氛围，房兴耀主教多次出访香港、新加坡、马来西亚、意大利、法国、德国、奥地利、荷兰、比利时、俄罗斯等国家和地区，促进了中国与世界各国之间的宗教交流与合作。2018年1月，当选第十三届全国政协委员。

## 主持主教祝圣典礼
房兴耀主教通晓“拉丁文”，拥有很高的神学造诣
，多次主持主教祝圣典礼。
- 主礼祝圣天主教北京总教区李山正权主教
- 主礼祝圣天主教广州总教区甘俊邱正权主教
- 襄礼祝圣天主教辽宁教区裴军民助理主教
- 襄礼祝圣天主教昆明教区马英林正权主教
- 主礼祝圣天主教湛江教区苏永大正权主教
- 襄礼祝圣天主教万州教区何泽清正权主教
- 襄礼祝圣天主教宁波教区贺近民正权主教、胡贤德助理主教
- 主礼祝圣天主教海门教区沈斌正权主教
- 主礼祝圣天主教厦门教区蔡炳瑞正权主教
- 主礼祝圣天主教周村教区杨永强正权主教
- 主礼祝圣天主教苏州教区徐宏根正权主教
- 主礼祝圣天主教兖州教区吕培森正权主教
- 主礼祝圣天主教汕头教区黄炳章正权主教
- 主礼祝圣天主教乐山教区雷世银正权主教
- 主礼祝圣天主教黑龙江教区岳福生正权主教